# Oviksfjäll

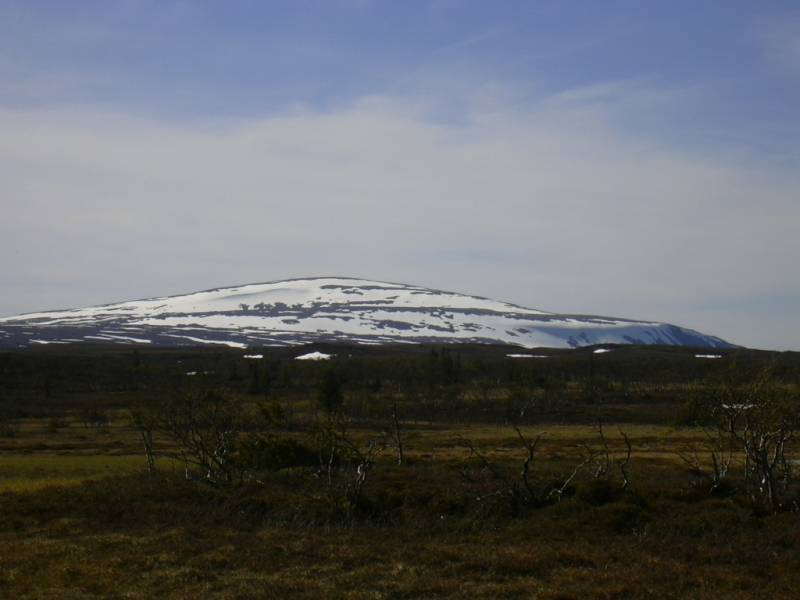
Blick von Süden zum Gipfel des Hundshögen

Oviksfjäll, originalsprachlich schwedisch Oviksfjällen in der Mehrzahl ( südsamisch Luvlietjahkh) ist ein Gebirge in Jämtland, Schweden. Die Ausdehnung beträgt maximal 30 × 30 km.
Die Gipfel rund um den Hundshögen sind die einzigen, die direkt von Östersund aus in Richtung Westen zu sehen sind. Die Berge erheben sich bis über 1300 m Höhe. Der höchste unter ihnen ist der bereits erwähnte Hundshögen mit 1372 m, der vom Tal Arådalen gut erreichbar ist. Weitere nennenswerte Gipfel sind Storfjället (Flinhtegietjie) (1260 m), Österfjället (1211 m), Falkfångarfjället (1188 m), Västerfjället (1158 m) sowie Drommen (1140 m).
Als westlicher Ausläufer des Hundshögens erstreckt sich der Gebirgszug Hästryggen („Pferderücken“), der aus fünf einzelnen Gipfeln besteht. Zwischen den Gipfeln gibt es so genannte Sättel, die durch das Schmelzwasser des Inlandeises gebildet wurden. Auf dem Südwesthang des Hästryggens gibt es eine große Anzahl Rinnen, die durch das Schmelzwasser gebildet wurden, welches den Eiskanten folgte. Das Wasser floss unter und auf dem Eis, aber auch direkt aus den Eiskanten heraus. Daraus resultieren die unregelmäßigen Formen der Rinnen. Wo sie am unregelmäßigsten sind, werden sie „Fließ-Serpentinen“ genannt. Eine besondere Form der Rinnen sind Trockentäler, die es im Gebirgsbirkenwald an der Arådalen-Wandererherberge gibt. Gut ausgebildete, längliche Hügelketten, so genannte Oser, finden sich östlich von Arådalen Richtung Gräftåvallen, unweit der Wandererherberge und im Lillfjället oberhalb der Alm Östra Arådalen.

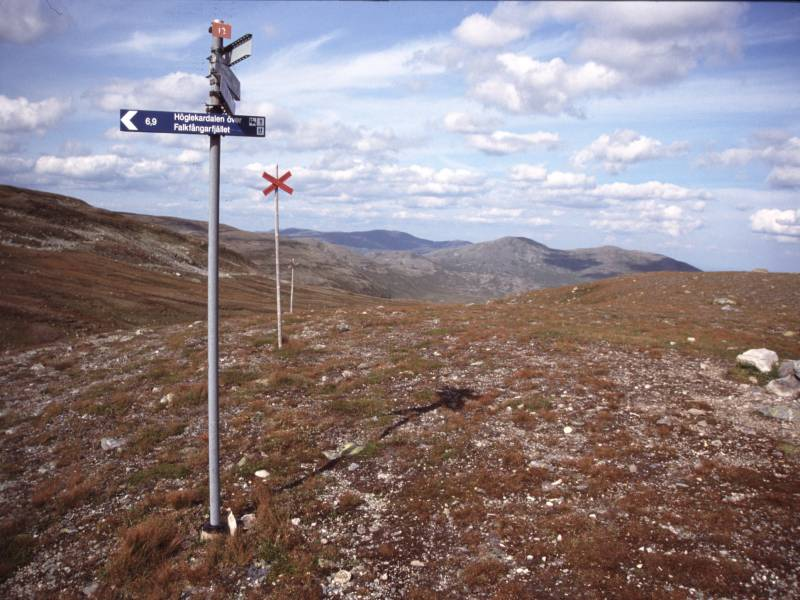
Unterwegs in Oviksfjällen

Die großen und kleinen Formen des Felsgrundes wurden durch die Arbeit des Eises abgerundet. Das Eis höhlte Spalten am Felsgrund aus und formte runde Trogtäler wie jenes mächtige Tal der Dörrsjöarna-Seen. Die Bewegungsrichtung des Inlandeises wird anhand deutlicher Risse und Spuren, sog. Eisrillen (Detersion), sichtbar. Diese Eisrillen wurden von im Eis eingefrorenen Steinen und Felsblöcken im Bergmassiv hinterlassen.
Die Dörrsjöarna-Seen liegen in einem tiefen Trogtal zwischen dem Hundshögen und dem Storfjäll. Das Trogtal wurde während wiederholter Inlandsvereisungen geformt. Nach der letzten Eiszeit wurden auf der Bergseite einige Gesteinsblöcke durch Frost weggesprengt. Durch die am Talgrund gesammelten Gesteinsbrocken wurde die ursprünglich extreme U-Form des Tales eingeebnet. In dem gewaltigen Tal finden sich enorme Mengen an Ablagerungen, die nach dem Abschmelzen der Gletscherzunge zurückblieben. Geologen zufolge dürfte es kein Gegenstück zu diesen umfassenden Abspülungen von Schotter in einem anderen vom Eis geprägten Gebiet geben. In erster Linie gibt es zwei beachtenswerte Formationen im Tal der Dörrsjöarna. Dies ist zum einen der Sander (vom isländischen „sandur“), ein breiter Schwemmkegel, der von den Schmelzbächen direkt vor dem Eis gebildet wurde. Zum anderen sind das Oszüge, ein Netz paralleler, bahndammähnlicher Hügel, welches durch aufgeschichtete Schmelzwassersande und -kiese entstand.